# Плаштака (озеро)
Плаштака — небольшое озеро в Аникщяйском районе Литвы, принадлежит бассейну Швянтойи и Немана.
Озеро расположено в юго-восточной части района, находится в 20 км к югу от города Аникщяй. Лежит на высоте примерно 115 метров над уровнем моря.
Маленькое озеро овальной формы. Длина около 0,63 км, ширина до 0,22 км. Площадь водной поверхности — 0,14 км². Протяжённость береговой линии — 1,7 км.
Юго-восточный берег высокий, сухой, южный — низкий, западный — заболоченный. На берегу озера расположена деревня Плаштака. Из озера вытекает река Плаштака (приток Сесартиса).